# Iglesia de Santiago el Mayor (Sariego)
La iglesia de Santiago el Mayor en el concejo de Sariego (Asturias, España) es un templo de origen prerrománico del siglo X. Su fábrica actual es muy posterior, posiblemente de los siglos XV y XVI. 
Presenta planta rectangular con dos capillas laterales que configuran una especie de crucero, y una cabecera cuadrada a la que se adosan dos sacristías, un cuarto adosado al muro Norte y cabildo cerrado en el lado Oeste y abierto en el lado Sur.
La nave se cubre con armadura de madera vista; la cabecera y capilla Norte, con bóveda estrellada, mientras que la Sur lo hace con bóveda de crucería nervada; todas estas bóvedas conservan restos de pintura del siglo XVI, especialmente la capilla mayor. Tiene dos portadas; la Sur es muy simple, de arco de medio punto con guardapolvo e impostas lisas, mientras que en la Oeste el arco de medio punto está flanqueado por dos semicolumnas sobre las que apoya un frontón triangular y pináculos.
De época prerrománica solamente se conservan tres ventanas en la parte alta de los muros (dos en la Sur y una en la Oeste) que recuerdan las que iluminan la nave central de San Salvador de Valdediós; están realizadas en un bloque monolítico en el que se tallan dos arquillos de herradura apoyados sobre una columnilla central y dos semicolumnas laterales; encima se perfora la piedra en tres óculos.